# Semente híbrida
Na agricultura e na jardinagem, sementes híbridas são sementes produzidas a partir da polinização cruzada de plantas puras.
Sementes híbridas são produzidas a partir do cruzamento forçado de plantas puras, selecionadas devido a suas características desejadas, da mesma família porém de variedade diferente, visando uma planta com características como alto vigor e produtividade.
Híbrido é o resultado do cruzamento entre dois genitores (pais) de linhagens puras diferentes, possuindo características homogêneas entre si, mas diferentes dos pais.